# Villers-aux-Nœuds
Villers-aux-Nœuds  là một xã thuộc tỉnh Marne trong vùng Grand Est đông nam nước Pháp. Xã này nằm ở khu vực có độ cao trung bình 89 mét trên mực nước biển.